# N-Joi
N-Joi is een Britse rave- en housegroep uit Southend die bestaat uit Mark Franklin en Nigel Champion (1969). In de beginjaren werden ze live bijgestaan door zangeres Samantha Sprackling (1968), die actief is onder de naam Saffron. Het meest bekend werd de groep om het nummer Anthem.

## Geschiedenis
Franklin en Champion leerden elkaar kennen op de basisschool. Na de middelbareschooltijd op verschillende scholen te hebben doorgebracht, liepen ze elkaar in 1987 weer tegen het lijf. Ze gaan samen muziek maken en starten een funkgroep met een lokale zangeres. Wanneer de betrokken raakten bij de opkomende housescene, veranderden ze hun muzikale koers. Ze brachten in 1989 in eigen beheer de ep N-Joi (A Positive State Of Mind) uit. Mike, de broer van Nigel, werpt zich op als manager en gaat platenzaken langs om de ep te koop aan te bieden. De ep komt in handen van Mike Pickering, die nummer Anthem gaat draaien in zijn sets. Het pianonummer is geïnspireerd op de Italo house. Het levert ze een contract op bij Deconstruction Records. Hierop werd Anthem opnieuw uitgebracht. In 1990 werd het nog een bescheiden hitje maar een heruitgave in 1991 bereikte de Britse top 10 en deed het goed in de Amerikaanse dancecharts. Ook de Adrenalin EP komt in de hitlijsten. Voor liveoptredens werd zangeres Saffron bij de groep betrokken. Ze was ook het gezicht van de groep in de videoclip van Anthem en zong de plaat opnieuw in. Platen als Malfunction en Mindflux waren minder hitgevoelig, maar bereikten ook de Amerikaanse danslijsten. De groep toerde langs diverse raves. Er zijn ook plannen voor een album al komt dat door het drukke tourschema niet van de grond. De tracks voor het album worden wel live gespeeld en worden uitgebracht op de twee Live In Manchester singles, die ieder een kleine vijftien minuten livemateriaal laten horen. Ook dit werd een hit. Daarna verliet Saffron de groep. Ze zou enkele solosingles opnemen en later opduiken bij de band Republica. In 1992 maakten ze ook een remix voor het nummer Little Bird van Annie Lennox.
In 1994 veranderde de groep zijn geluid naar house. De singles Papillon (1994) en Earquake (1994) gingen vooral aan het album Inside Out (1995). Op het album liet het duo dansvloergerichte house horen. Het nummer Bad Things werd nog een bescheiden hitje. Daarna ging het duo uiteen. Al verschenen er nog weleens remakes van Anthem. Het duo stortte zich op diverse projecten. Franklin bracht singles uit als Marc Kulak en Champion was met Robert Burns onder diverse namen actief.
Vanaf 2002 ging N-Joi op verzoek weer optredens verzorgen. In 2006 en 2007 werden er ook weer enkele ep's met nieuw materiaal uitgebracht. Ook maakten ze weer enkele remixen waaronder voor de groep Infernal. Na een tijd van stilte bracht het duo in 2015 de Native EP uit. In 2022 brachten ze de verzamelaar Collected uit. Ook brengen ze in 2022 en 2023 de Hidden Gems ep's uit met daarop onuitgebracht materiaal.

## Discografie

### Albums
- Inside Out (1995)
- Collected (verzamel) (2022)

### Singles en ep's
- N-Joi (A Positive State Of Mind) (1989)
- Anthem (1990)
- Music From A State Of Mind (1990)
- Adrenalin ep (1991)
- Malfunction (1991)
- Mindflux (1991)
- Live In Manchester (1992)
- The Drumstruck ep (1993)
- Strength (1993)
- Papillon (1994)
- Earquake (1994)
- Bad Things (1995)
- A Classic Band's Take On 2 Classic Trax (2007)
- EP (2007)
- Ready 2 Party (2007)
- Native EP (2015)
- Hidden Gems part 1 (2022)
- Hidden Gems part 2 (2023)